# 路德漢堡
路德漢堡（英語：Luther Burger），又稱甜甜圈漢堡（英語：donut burger），是以蜜糖甜甜圈取代漢堡麵包的漢堡或起司堡。它的熱量約介於800至1500大卡（3300至6300千焦）之間，是美國著名的油膩、高熱量地方美食。

## 起源
路德漢堡的發源地眾說紛紜。據謠傳，它是創作歌手路德·范德魯斯最愛的美食（也可能為他的發明），因而得名。美國動畫電視節目《鄉下人》曾在2006年1月的節目中提及此說，當時劇中的老爺爺開了一家漢堡店。
喬治亞州迪卡特市的「Mulligan's」郊區酒吧除了他們的招牌「火腿熱狗堡」（Hamdog）外，也供應美味的路德漢堡。根據《每日電訊報》報導，「Mulligan's」可能才是路德漢堡之祖；他們在庫存漢堡麵包用罄後，情急之下以甜甜圈代替，意外地發明了這道料理。

## 漢堡產品
| 餐點名稱                |
| ----------------------- |
| Crave 甜甜圈漢堡        |
| Craz-E 漢堡             |
| Krispy Kreme 起司堡     |
| Krispy Kreme 甜甜圈漢堡 |

伊利諾州索傑村的鐵門灰熊棒球隊自2006年5月起，開始在他們的球場供應路德漢堡。他們的版本以Krispy Kreme糖霜甜甜圈為基底，包裹黑安格斯全牛肉餅，再搭配微熔起司和兩片培根肉。它被美國人暱稱為「心臟科醫師的噩夢」，每份的熱量高達1000大卡（4200千焦耳），並含有約45克的脂肪。路德漢堡很快地成為球場的熱銷美食，成功為球場帶來人潮和錢潮，ESPN網站甚至形容鐵門灰熊球場是「靠卡路里吸引人氣」。然而，它也招致不少「漢堡純粹主義者」的批評，也有許多人因為健康考量或對其口感的想像而打消品嘗路德漢堡的念頭。
紐約皇后區亞斯托里亞的一家黎巴嫩漢堡店則販售一款特別的路德漢堡。漢堡店店長因為他的朋友在美國南部旅遊時嘗到路德漢堡，而得到靈感，在2010年開始供應以火雞肉培根製成、符合伊斯蘭教規的路德漢堡（Crave甜甜圈漢堡）。他們的漢堡重約0.25磅（0.11公斤）、定價6.50美元，在紐約市獨樹一格，每天約可賣出10到20份。

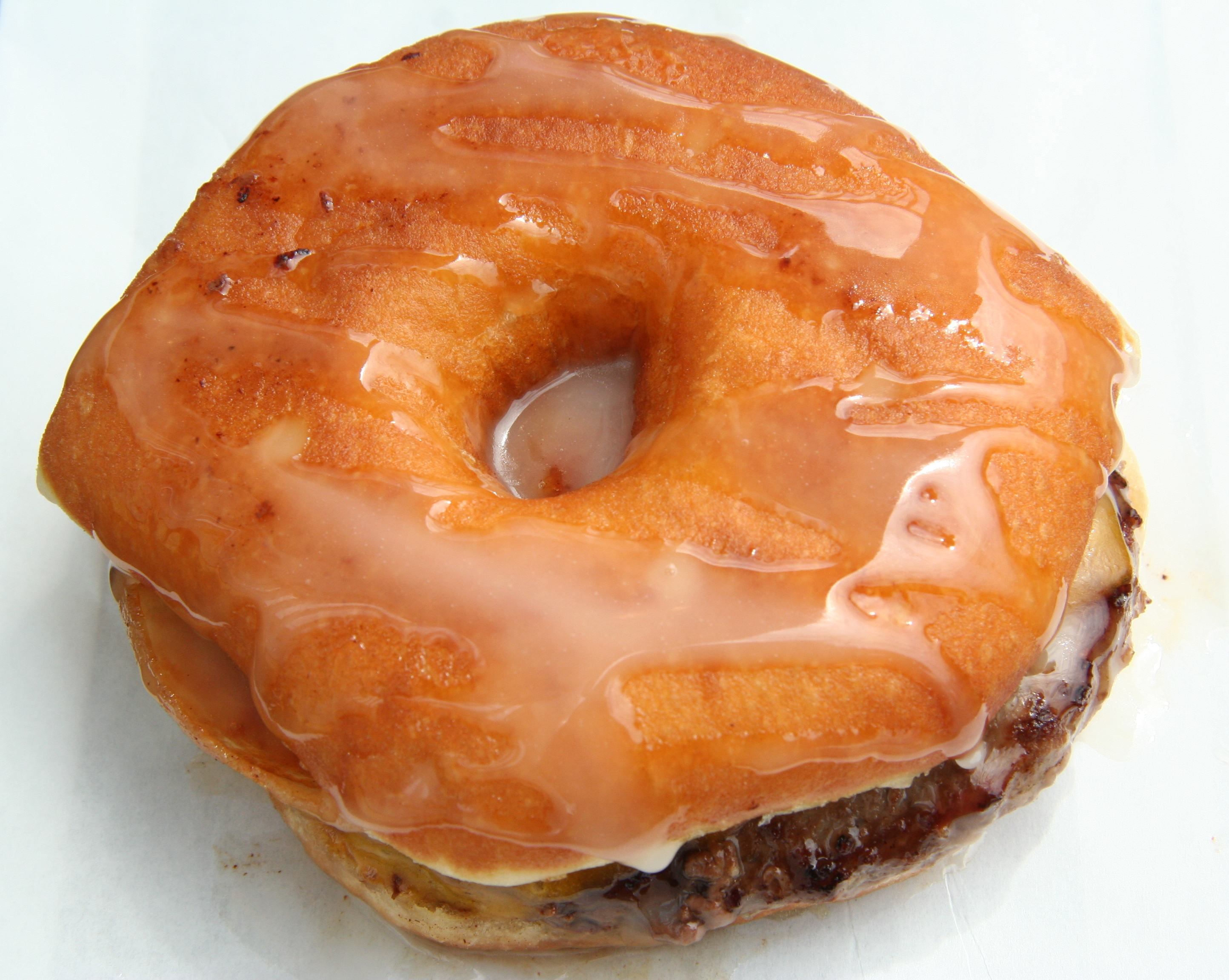
2010年明尼蘇達州奧姆斯特德郡集市所販售的甜甜圈漢堡

美國各地的州集市（state fair）紛紛出現各種版本的路德漢堡。2010年威斯康辛州集市的版本採用1⁄4磅的安格斯牛肉，上覆威斯康辛切達起司，再鋪上兩條外裹巧克力的培根肉，最後疊上Krispy Kreme甜甜圈麵包。威州的路德漢堡售價5美元，每份約含有1000大卡。此外，根據全國公共廣播電台記者艾瑞卡·薩拉斯特所述，2010年印地安那州集市也卯足全勁設計全新、更「古怪」的餐點，加入這場各州集市間想像力與熱量的「軍備競賽」，推出一份「甜甜圈漢堡」：「新鮮現製手拍漢堡排，搭配微熔起司，夾入兩片裹滿糖霜的甜甜圈麵包。」在美食節目主持人寶拉·狄恩的訪問下，一名印第安那州的漢堡攤販表示他販賣路德漢堡的動力就是「把漢堡推上電視」。據描述，這份800大卡的漢堡口感甜鹹交融，而且令人意外地毫不油膩。2010年密西西比州集市則推出「Krispy Kreme甜甜圈漢堡」，加入生菜、番茄和大量生洋蔥圈作為點綴，估計約為1500大卡。阿拉巴馬州、亞利桑那州、路易斯安納州、北卡羅萊那州、南卡羅萊那州和圖爾薩也都在2010年推出路德漢堡單品。

## 外部連結
- admin. . cheese-burger.net. 2007-12-14  [2011-08-05]. （原始内容存档于2011-07-26）.